# Taleqan
Taleqan (persiska: طالقان) är en stad i norra Iran, i provinsen Alborz. Den är administrativt centrum för delprovinsen (shahrestan) Taleqan. Staden hade 3 211 invånare vid folkräkningen 2011.